# Darie Novăceanu
Darie Novăceanu (nacido como Aurel Mitutoiu; Crasna, 8 de mayo de 1937-Madrid, 3 de abril de 2018) fue un escritor, hispanista y traductor rumano, que recibió en 1982 el Premio Nacional a la mejor Traducción por su versión al rumano de las obras de Góngora. Miembro correspondiente de la Real Academia Española.

## Biografía
Darie Novăceanu dedicó gran parte de su talento y devoción a la literatura de ambas orillas del español. Viajó por Hispanoamérica y por la geografía española. Resultado de sus múltiples viajes, ha dejado el importante legado de sus traducciones y ensayos históricos y literarios. En Rumanía dio a conocer las primeras traducciones de Juan Ramón Jiménez, Antonio Machado, Federico García Lorca, además de su versión de la obra de Góngora, en la que trabajó durante más de diez años. Tradujo también a sus coetáneos José Manuel Caballero Bonald, Jaime Gil de Biedma, Carlos Barralt y José Ángel Valente, entre otros muchos poetas españoles, así como a los hispanoamericanos Jorge Luis Borges, Ernesto Sabato, Gabriel García Márquez, Octavio Paz, José Lezama Lima, Hugo Gutiérrez Vega, José Emilio Pacheco, Heberto Padilla, etc.
Entre España, México y Rumania publicó más de setenta libros, muchos de ellos de poesía. En 1993 recibió el Premio de Poesía Luis Rosales por su libro Estado del tiempo.
Al español entregó dos notables compilaciones: Antología de la poesía rumana contemporánea y Narrativa rumana contemporánea, además de espléndidas traducciones de Mihail Eminescu, Tudor Arghezi y Lucian Blaga, entre otros. Su traducción de la obra en rumano de Tristan Tzara y su estudio sobre la evolución del dadaísmo abrieron nuevas perspectivas sobre los orígenes de este movimiento
Tras la caída del régimen de Ceausescu, fue designado Embajador extraordinario y plenipotenciario de Rumanía en España (1991-1996). Durante esos años, Darie Novaceanu desarrolló una actividad destinada a promover los valores culturales de su país, así como a favorecer un rico diálogo con los representantes de la cultura española. Posteriormente, junto a su esposa Miruna, fijó su residencia en Madrid, donde continuó escribiendo hasta sus últimos días.